# 氷果
氷果（中国語: 冰果; 拼音: bīngguǒ）は、北京料理における伝統的な菓子。
レンコンやアーモンド、クルミ、蓮の実、砂糖、蓮の葉を主たる材料とする。レンコンと蓮の実、アーモンド、クルミは、細かく切って蒸しあげる。砂糖は水と混ぜ合わせ、シロップ状になるまで煮る。蓮の葉は細かく切り、熱湯に浸す。その後、シロップをかけた蓮の葉の上に蒸しあげた具材を載せ、氷で冷やし（あるいは、現代的な製法では冷蔵庫に入れて冷やし）、冷製で供される。
椀に入れて供されることから、氷碗 (冰碗、ビンワン)と呼ばれることもある。